# 암석의 순환

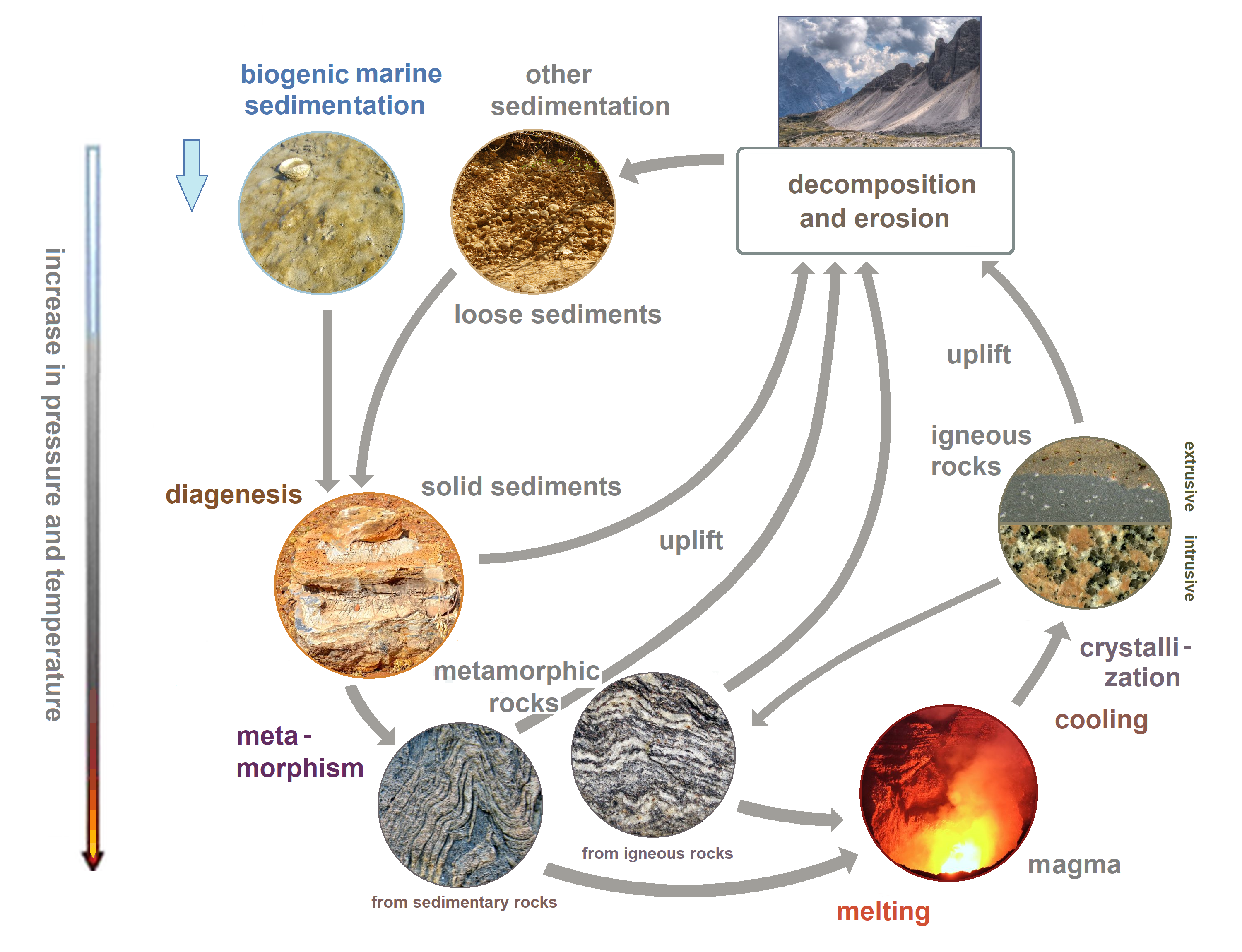
암석의 순환을 나타낸 그림

암석의 순환은 화성암과 변성암이 퇴적작용을 받아 퇴적암으로 될 수도 있고, 화성암과 퇴적암이 변성작용을 받아 변성암으로 될 수도 있고, 변성암과 퇴적암이 마그마작용에 의해 화성암으로 될 수도 있는 것. 모든 암석은 순환하면서 변화하는 것을 일컫는다.

## 개요
지구상에 존재하는 모든 암석(Rock)들은 생성 원리에 따라서 퇴적암(sedimentary rock, 堆積岩), 변성암(metamorphic rock, 變成岩), 화성암(igneous rock, 火成岩)의 세 암석으로 분류된다. 암석의 순환이란, 암권에서 일어나는 작용으로서 마그마의 분별 결정작용을 통해서 암석의 기원인 화성암으로 만들어지게 되는데, 이것이 물, 바람 등에 의해 침식을 받게 되면 퇴적물로 잘게 쪼개지게 되고, 그것이 압축작용과 교결작용을 통해 퇴적암이 될 수도 있고, 큰 열과 큰 압력을 통해 변성작용을 받아 변성암이 될 수도 있다. 그리고 이렇게 생성된 퇴적암과 변성암도 각각 이후 어떤 작용을 받느냐에 따라서 마그마작용으로 인해 마그마가 되어 굳어지면 화성암이 되고, 침식을 받아 퇴적물이 된 후 압축과 교결을 거치면 퇴적암이 되고, 큰 열과 압력을 받아 변성을 하게 되면 변성암이 될 수 있는 것처럼 모든 암석은 순환하면서 다른 암석으로 변할 수 있다는 것을 말한다.

### 화성암의 변화
화성암은 마그마가 굳어져서 만들어진 암석으로서, 굳어진 깊이에 따라 입자의 크기가 달라지고, 마그마의 성질에 따라서 암석의 색이 달라지는 특징이 있다. 화성암이 깊은 곳에 들어가 큰 열과 압력을 받게 되면 입자들이 고체상태로 재배열을 하게 되어 새로운 암석으로 바뀌게 되는데, 이런 과정을 겪게 되면 화성암이 변성암으로 변화하게 된다. 화성암이 물과 바람 등의 원인으로 인해 침식을 받으면 잘게 쪼개져 퇴적물로 되고, 그 퇴적물이 압축되고 굳어져 퇴적암이 되기도 한다.

### 변성암의 변화
변성암은 퇴적암과 화성암이 큰 열과 압력을 받아 생성되는데, 큰 열만으로 변성이 일어나면 접촉변성작용이라고 하고, 큰 열과 압력을 모두 동반하여 변성이 일어나면 광역변성작용이라고 한다. 변성암이 침식을 받아 퇴적물이 되면 퇴적암이 된다. 변성암이 마그마작용을 거쳐 다시 마그마가 되면 굳어져서 화성암으로 변화하게 된다..

### 퇴적암의 변화
퇴적암이 깊은 곳으로 들어가 열만을 받게 되면 접촉변성작용을 거쳐, 열과 압력을 모두 받게 되면 광역변성작용을 거쳐 변성암이 되는 작용이다.